# パワースポット
パワースポット（power spot）とは、日本の新宗教運動で主張されるようになった「地球上に点在する特別な場所」への通称である。この語句は和製英語の借用語である。オカルトや超自然主義などスピリチュアルブームに伴って、「霊的な力が満ちているとされる」とされる場に使われだした言葉。メディアが好意的に取り上げるため、カルトやスピリチュアル・似非科学にハマるきっかけになっている。オウム真理教の地下鉄サリン事件から30年たった2025年時点には、再び本気で信じている若者が増えてる状況と共に、陰謀論と結びつきも警告されている。

## 概説

### 集客としての用途
神秘学研究家・妖怪評論家の荒俣宏は「パワースポット」という言葉こそは新しいが、昔から大地の力を得ようとする試みはあった、主張している。荒俣は日本で言えば「熊野三山詣で」がとても古い事例であると主張する。荒俣は、本来なら厳しい修験を行ってはじめて得られる力を、「その場所に詣でるだけで得られる」「、身分性別を問わず得られる」と前代未聞、よく言えば画期的なものであった。何の宣伝もなしに人を集められるわけではなかったので、「パワースポット」として言い伝えが用いられたと解説している。同様に伊勢神宮にお参りする「お伊勢参り」でも「修験者しか得られないパワーを性別身分を問わず得られる」と宣伝した、と説明している。荒俣は、「パワースポットは大地の力（気）がみなぎる場所と考えればよい」と主張している。
All Aboutでは、パワースポットやスピリチュアルスポットなどと呼ばれるようにもなった場所も、本来は信仰の場であって自然崇拝が行われていた場であったところが多い、とされている。
そういう場所は伝統的に霊場とか聖地sacred placeなどの呼称で呼ばれていた。『世界のパワースポット: 癒しと自分回復の旅ガイド』という本では、「パワースポットには人を癒やすとされる水があったり、人に語りかけるとされる岩があったり、あるいは磁力を発する断層があったりする」と主張されている。
パワースポットという言葉のない欧米ではボルテックス、vortex、ヴォルテックス（渦巻き）の噴出する地、という概念が有り、セドナなどが有名とされる。

荒俣は「パワースポットでは自分なりに大地の気を感じることが大切だ」とするが、「パワースポット」はカルトや似非科学としてと批判がなされている（後述）。 →#批判

### 場に対する信仰の推移
荒俣宏は、昔から大地の力を得ようとする試みはあった、と指摘している。All aboutでもパワースポットやスピリチュアルスポットなどと呼ばれるようにもなった場所も、本来は信仰の場であって自然崇拝が行われていた場であった、と説明されている。
自然崇拝においては風・雷・雲などのほかに、山・大地・川・湖なども崇拝の対象とされている。地上の場に関しては特に農耕民族ではそうである。山は神聖な場所と見なされ、神霊のすみかと見なされたり同時に死者の国と見なされることが少なくない。日本では富士山、英彦山、白山などの形状が秀麗な山や、雨を降らせると見なされている山（雨降山）、特異な形状や温泉・池などが認められる山などが、古くからそして現在でも崇拝されている（山岳信仰）。川や湖の神聖視は特に北米のインディアンの諸族に見られ、水の精や水神が住むところだとされ伝説や神話が数多くある。宗教学的な見地からは、ミルチア・エリアーデは、自然に対する信仰のうち、山、岩などは天上・地上・地下を結ぶ宇宙軸を、大地や水などは死と再生を象徴するもので世俗生活の根底にあり、それを支える世界観の重要な部分をなしていると分析した。（→#歴史)
荒俣は、パワースポットで何を感じるかは人により様々だとする。そこにある自然を通して癒やしを求めるのも、やる気を得るのでも、感じ方は人それぞれであると述べている。

#### 言葉の造語以後
日本では、1975年以降に、超能力者を自称する清田益章が「大地のエネルギーを取り入れる場所」として「パワースポット」という語を造語し、初使用しだした。この表現が、1990年代前半から口コミやマスコミによって広められた。
2000年代に入ると、大衆向け風水やスピリチュアリズムに対する人々興味が高まった。また神社仏閣などを巡る聖地巡礼ブームが起きた。江原啓之は神社仏閣を「スピリチュアル・サンクチュアリ」呼んでいる。
2010年8月にはYOMIURI ONLINEで、「特別な力が得られる場所として、日本の全国各地で「パワースポット」と呼ばれる神社や山岳に人気が集まっている。」とされた。2010年9月23日にはNHKハイビジョンで『くまもとの風、大地と天空のミステリー　くまもとパワースポット大紀行』番組が放送された。

### 「パワースポット」と主張されている場
- 高千穂[13]
- 富士山[13]
- 三輪山
- 御嶽山
- 箱根[13]
- 伊勢神宮
- 竹生島
- 日前神宮・國懸神宮
- 伊太祁󠄀曽神社
- 竈山神社
- 淡嶋神社
- 紀州東照宮
- 玉津島神社
- 熊野本宮大社
- 熊野速玉大社
- 熊野那智大社
- 丹生都比売神社
- 闘鶏神社
- 金剛峯寺
- 紀三井寺
- 根来寺
- 粉河寺
- 善光寺
- 霧島神宮
- 熱田神宮
- 三峯神社[13]
- 諏訪神社[13]
- 戸隠神社
- 穂高神社
- 石上神宮
- 浅間神社
- 五稜郭[13]
- 善知鳥峠
- 分杭峠[13]
- 金比羅宮[13]
- 霊場恐山[13]
- 高尾山[13]
- 貴船神社[13]
- 鞍馬寺[13]。鞍馬山
- 出雲大社[13]
- 八重垣神社（松江市）
- 厳島神社[13]
- 秋芳洞[13]
- 屋久島[13]
- 久能山東照宮
- 比婆山久米神社
- 琵琶湖
- 筑波山
- 瑞牆山
- 会津村
- 日本三大厄除け開運大師
- その他格式の保たれている神社仏閣
- 自然環境の破壊されていない地帯

読売新聞の記者は「富士山や伊勢神宮、京都府の鞍馬山などの人気が高い」とした。
小野は（築地本願寺などを設計した）伊東忠太によって設計された建物群は新しいパワースポットとして注目を集めていると説明した。

## 批判

### 信仰の伴わない訪問に対する批判
江原啓之はブームの加熱ぶりを視野に入れつつ、ブームに乗って神仏への畏敬の念を持たずに「スタンプラリーのように」パワースポット巡りをする行いについては批判した。
2010年8月20日の読売新聞 YOMIURI ONLINEの記者は、出雲市佐田町にある須佐神社の神職が「数年前まで年間1、2万人だった参拝客が、今では10万人はいるのでは」と話しながらも「携帯のカメラで大杉を撮影するのに夢中で、鳥居や本殿は素通り。神社はお参りするところなのに」と困惑した、と伝えた。
毎日新聞の記者は、既存の宗教界からは、参拝者が増加していることに肯定的な評価と、オカルト信仰などにつながりかねないと危惧する声もある、とした。同記者は鞍馬山博物館の学芸員が「最初は戸惑いもあったが、いろいろな信仰の形があっていい。本堂の前だし比叡山も眺望でき、心が落ち着く根拠はある。信仰の世界に目を向ける人が増えるのはいいこと」としつつ「パワーをもらうだけでは終わらず、人に親切にするなど、仏の心に気付いてほしい」と述べたという。

### 神道側からの批判
神社新報は論説において、昨今の「パワースポット・ブーム」などを根柢から否定するつもりはないとしつつも、神社の教化活動の主な目標は、単なる俗的な御利益信仰および特定神社の宣布ではなく、「より広い御神威の発揚と御神徳の昂揚」であるとし、宗教施設の関係者が高名な有識者に対し、自分の施設をパワースポットであると紹介するよう依頼する事例があるとの風聞に対しては「宗教者自身の資質にも関わる」としてこれを批判。「いたづらに流行に飛びつかうといふ姿勢は慎むべきである」「話題作りのために、安易に伝統を破壊するやうな行為だけは、厳に慎んでもらひたい。」とした。
また神社新報は論説において、「パワー」を求めて神社にやってくる人々に対しては、神前での拝礼の重要性、神社の由来、神徳を説くことが必要であり、「パワースポット」とされることが当該神社に相応しいかを考えるための情報提供をすること、神社の伝統的な信仰を蔑ろにするような「パワースポット」化をどのように駆逐するかを考えることを神社人の責務であると述べている。
平成23年11月21日付の神社新報の論説においても、パワースポット・ブームは「神社が影響され本姿からの逸脱を招きかねないやうな事例」とされ、神社本来の信仰と関連づけられないまま、流れに動かされるような新たな形態のみで信仰が完結してしまう事態への懸念が表明された。

### その他の批判
大槻義彦は2010年4月自分のブログで、自然の中でまれには特殊な場所、特殊な時間というものもあることはある、例えば、超低周波（音波）が発生する場所や集中する場所、また電磁波も集中しやすい場所がある、という点についてテレビ番組でコメントしたと書いた。また大槻は同ブログでパワースポットなるものは何の根拠もなくはなからデタラメであるとし、その目的は観光や人集めそれに絡んだお金儲けでしょう、とした。
また大槻は2010年10月同ブログで、日本放送協会がパワースポットを番組で取り上げることを批判した。

## 読書案内
- マーティン・グレイMartin Gray、voice style 編集部『voice style vol.4 世界を潤す地球のツボ パワースポット200』2009、ISBN 4899762399
- 歴史の謎研究会『世界で一番ふしぎな「パワースポット」の地図帳』青春出版社、2010、ISBN 4413109872
- 松村 潔『パワースポットがわかる本』説話社、2010、ISBN 491621787X
- 『日本と世界のパワースポットガイド』エイ出版社、2010、ISBN 4777916685
- 『はるが教える　東京パワースポット厳選５０』祥伝社、2010、ISBN 4396620683
- 『別冊ランドネ 全国パワースポット完全ガイド』エイ出版社、2010、ISBN 4777915751
- 『全国パワースポット大全2012』ぶんか社、2011年8月、ISBN 4821164396
- 知名藤枝『幸せと変化を引き寄せる 神秘と癒しの島 沖縄 パワースポットの歩き方』中経出版、2011年8月 ISBN 4806141453